# Blue King Brown
Blue King Brown ist eine australische Soul- und Roots-Band aus Melbourne.

## Geschichte
Die beiden Gründungsmitglieder der Band Blue King Brown waren Natalie Pa'apa'a und Carlo Santone, die auch die Songs schreiben. Sie traten ursprünglich als Percussion-Duo in der Musikerszene von Byron Bay auf und schlossen Kontakte zur Roots-Szene Australiens. So durften sie beispielsweise an vielen Auftritten des John Butler Trios und weiteren Gästen mitwirken. 2004 zogen die beiden nach Melbourne, wo sie die weiteren Bandmitglieder kennenlernten und Blue King Brown bildeten.
Die erste Single Water, die auf der Blue King Brown betitelten ersten EP 2005 veröffentlicht wurde, wurde vom australischen Radiosender Triple J schnell in die Top-Rotation aufgenommen. Daneben erhielten Blue King Brown 2006 den AIR-Chart-Award. In diesem Jahr erschien auch das Album Stand Up, welches rhythmisch und melodisch komplexere Stücke im Gegensatz zur vorangegangenen EP enthält. Das Album wurde 2006 für den J-Award nominiert. 2010 drehte drehte Natalie Pa'apa'a mit ihrem Landsmann Gurrumul ein Video zum gemeinsamen Song „Gathu Mawula Revisited“.
Die Gruppe gab in den letzten Jahren den Opener für Carlos Santana und Michael Franti & Spearhead, für Damian Marley, The Cat Empire und auch für Silverchair und Powderfinger.
Die Band ist politisch engagiert und unterstützt einige Menschenrechtsorganisationen. Am 7. Juli 2007 trat sie beim Live-Earth-Konzert in Sydney auf.

„Für uns bedeutet Versöhnung Respekt. Respekt vor einer Kultur und eines Volkes, das auf diesem Land lange vor der Kolonialisierung gelebt hat. Die indigenen Völker sind in einer Weise tief mit diesem Land verbunden, wie es Nicht-Indigene Völker nicht sein können; und wir müssen das respektieren, das Land definiert sie als ein Volk, und es definiert ihre Kultur. Die Wahrheit, Bildung und Verständnis werden zu Achtung und zu Versöhnung. Eine Tour wie diese ist verpflichtet, die Diskussion anzuregen und Fragen aufzuwerfen, und die Köpfe und Herzen der Menschen zu öffnen;  wir sollten in der Lage sein, den Menschen eine andere Sicht zu vermitteln, wie sie die indigenen Geschichte wahrnehmen und den aktuelle indigenen Kampf sehen. Es ist eine schöne Kultur direkt hier vor unserer Haustür. Sie sollte umarmte und respektiert werden - so können wir dann die Einheit mit ihr erkennen.“

## Diskografie

### Alben und EPs
- 2005: Blue King Brown (EP)
- 2006: Stand Up
- 2010: Worldwize Part 1 North & South

### Singles
- 2005: Water
- 2006: Come Check Your Head (Downloadsingle)
- 2007: Stand Up
- 2010: Women’s Revolution (Downloadsingle)